# 中国家用电器研究院
中国家用电器研究院始建于1964年。是由国务院国有资产监督管理委员会举办，中编办批准设立的中央事业单位。是国家家用电器行业重点科技创新和技术服务机构；是专业从事家用电器科研、检验、一认证、标准、计量、传媒、培训等业务的机构。